# Оберштајнебах
Оберштајнебах (њем. Obersteinebach) општина је у њемачкој савезној држави Рајна-Палатинат. Једно је од 119 општинских средишта округа Алтенкирхен (Вестервалд). Према процјени из 2010. у општини је живјело 217 становника. Посједује регионалну шифру (AGS) 7132085.

## Географски и демографски подаци
Оберштајнебах се налази у савезној држави Рајна-Палатинат у округу Алтенкирхен (Вестервалд). Општина се налази на надморској висини од 260 метара. Површина општине износи 3,3 km². У самом мјесту је, према процјени из 2010. године, живјело 217 становника. Просјечна густина становништва износи 65 становника/km².